# Have a Nice Day (Stereophonics)
Have a Nice Day è un singolo del gruppo musicale gallese Stereophonics, pubblicato nel 2001.
Il brano musicale è stato usato più volte per le pubblicità della banca Allianz.

## Tracce
Testi e musiche di Kelly Jones, tranne dove indicato.
CD
1. Have a Nice Day – 4:10
2. Surprise
3. Piano for a Stripper
4. Heart of Gold (live acoustic) (Neil Young)
5. Have a Nice Day (live acoustic)

Live acoustic
1. Have a Nice Day (live acoustic)
2. Heart of Gold (live acoustic) (Neil Young)
3. I Stopped to Fill My Car Up (live acoustic)

7"
1. Have a Nice Day – 4:10
2. Surprise

## Descrizione
Il brano si accosta verso un Pop melodico e allegro con soli accordi maggiori.

## Formazione
- Kelly Jones – voce, chitarra, tastiere
- Richard Jones – basso, cori
- Stuart Cable – batteria, percussioni
- Davey Crockett - armonica (traccia 4)
- Marshall Bird - pianoforte e cori (tracce 1, 2, 5); tamburello (traccia 4)

## Classifiche
| Classifica (2001) | Posizione massima |
| ----------------- | ----------------- |
| Irlanda           | 11                |
| Italia            | 41                |
| Nuova Zelanda     | 37                |
| Paesi Bassi       | 84                |
| Regno Unito       | 5                 |